# Emperador más allá de los Mares
El Emperador más allá de los Mares es una misteriosa y poderosa autoridad en el mundo de Narnia, en los libros de C. S. Lewis: Las Crónicas de Narnia. Él es el padre de Aslan, el gran león. Según la interpretación cristiana de la serie, el Emperador es Dios, y Aslan, por su parte, Cristo. El Emperador nunca es descrito, pero muchos personajes se refieren a él, particularmente en El león, la bruja y el armario.

## Menciones
Aslan y la Bruja Blanca discuten sobre la “Magia profunda en la aurora del tiempo”, una ley mágica del Emperador. En los libros subsecuentes, los únicos que mencionan al Emperador son aquellos que se acuerdan o averiguaron sobre los eventos del pasado distante de El león, la bruja y el armario. En La última batalla, Peter reprende a Tash en nombre de Aslan y de su gran padre: el Emperador más allá de los Mares.

## Especulaciones
Nunca es explicado de cuáles mares el Emperador está allende, o si realmente existe. Pero, en verdad sólo existe un mar en el mundo de Narnia, y cuando la tripulación del Viajero del Alba intenta atravesarlo, algunos creen que van a encontrar el País de Aslan al otro lado y, de hecho, ellos encuentran a Aslan y el fin del mundo en el extremo oriental.
C.S. Lewis afirmó que Aslan fue una alegoría de Cristo en Narnia. Esa podría ser una explicación para nunca ver la participación del Emperador en la trama. Si Aslan es Cristo, y el Emperador es Dios, ellos podrían ser la misma persona (basado en el concepto niceano de la Santísima Trinidad, que dice que Jesús, Dios Padre y el Espíritu Santo son diferentes personas pero un solo, único y verdadero Dios), o según la interpretación más literal de Juan 1:1-3 aceptada por otros cristianos, el Dios creador que actuó bajo la dirección del Padre (ver también Génesis 1:26-27).